# Simcoe Island
Simcoe Island är en ö i Kanada.   Den ligger i provinsen Ontario, i den sydöstra delen av landet, 150 km söder om huvudstaden Ottawa.
Trakten runt Simcoe Island består till största delen av jordbruksmark. Runt Simcoe Island är det glesbefolkat, med 9 invånare per kvadratkilometer.